# Anghami
Anghami (араб. أنغامي, трансліт. anɣāmī) — перша легальна платформа для потокового передавання музики та компанія з цифрового розповсюдження в арабському світі. Запущений у листопаді 2012 року забезпечуючи необмежену кількість арабської та міжнародної музики для потокової передачі та завантаження в автономному режимі. Він розроблений для Близького Сходу та Північної Африки, щоб забезпечити найбільший музичний каталог ліцензованого вмісту від основних арабських лейблів, таких як Melody, Mazzika, Platinum Records та багатьох інших незалежних лейблів, на додаток до міжнародних основних лейблів, таких як EMI, Sony, Universal and Warner Music Group. Anghami — один з найбільших цифрових музичних підприємств на Близькому Сході, яке фінансується MEVP. Метою Anghami було зменшення музичного піратства на Близькому Сході, оскільки рівень музичного піратства в цій області дуже високий. Послуга мала бути альтернативою піратству.
Anghami був заснований Едді Маруном та Елі Хабібом у Лівані — спочатку запущений як мобільний додаток із гаслом «Ідея полягає в тому, що всюди, куди ти підеш, ти знайдеш свою музику». Однією з особливостей програми Anghami є кодування Dolby Pulse, яке зменшує розмір файлу потокової музики для швидшого та надійнішого потокового передавання в Інтернеті, коли пропускна здатність Інтернету коливається. Anghami має більше 20 телекомунікаційних партнерів.
Незабаром після того, як через кілька місяців після запуску було узгоджено партнерство між Anghami та операторами мобільного зв'язку в країнах MENA служба через чотири місяці після запуску швидко зросла. Однак наступний мільйон був досягнутий за три місяці, головним чином після співпраці з найбільшим медіаплеєром MBC Group Middle East Broadcasting Center, де Anghami виступив в одному з найуспішніших телешоу «Арабський ідол». У 2013 році Anghami почав співпрацю з FB.

Територія діяльності Anghami

У 2016 році компанія заявляла, що доходи перевищили 10 мільйонів доларів.